# Pseudococcus baliteus
Pseudococcus baliteus är en insektsart som beskrevs av Lit in Lit och Calilung 1994. Pseudococcus baliteus ingår i släktet Pseudococcus och familjen ullsköldlöss.
Artens utbredningsområde är Filippinerna. Inga underarter finns listade i Catalogue of Life.